# Ingert Bjuggren
Ingert Bjuggren, gift Lagergren, född 28 augusti 1908 i Stockholm, död 18 februari 1967 i Oscars församling i Stockholm, var en svensk skådespelare.
Hon var dotter till skriftställaren Helge Malmberg och hans hustru skådespelaren Anna Rosenbaum. Bjuggren studerade tal, sång och dans under olika specialpedagoger. Hon inträdde i filmbranschen 1931.
Bjuggren var gift 1928–1932 med löjtnanten vid fortifikationen Björn E:son Bjuggren. 1932–1940 var hon gift med markisen Claes Leo Lagergren. Från 1943 till sin död var hon gift med köpman Gösta Brusén. Hon blev mor till fyra döttrar.
Ingert Bjuggren är begravd på Solna kyrkogård.

## Filmografi
- 1931 – En natt
- 1931 – Falska miljonären

### Fotnoter
1. ↑  ”Ingert Bjuggren”. Svensk Filmdatabas. http://sfi.se/sv/svensk-filmdatabas/Item/?type=PERSON&itemid=59480&ref=%2ftemplates%2fSwedishFilmSearchResult.aspx%3fid%3d1225%26epslanguage%3dsv%26searchword%3dIngert+Bjuggren%26type%3dPerson%26match%3dBegin%26page%3d1%26prom%3dFalse. Läst 14 oktober 2012.
2. ↑  Dagens Nyheter, 24 april 1931, sid. 13
3. ↑  Svenska Dagbladet, 27 december 1928, sid. 13
4. ↑  Svenska Dagbladet, 1 november 1932, sid. 15
5. ↑  Svenska Dagbladet, 19 september 1943, sid. 2
6. ↑  Markgrevliga ätten Lagergren i Ointroducerad Adel 2005 sid.122 och Svenska Dagbladet, 2 mars 1965, sid. 10
7. ↑  FinnGraven